# Просунуті шахи
Просунуті шахи (англ. advanced chess) — різновид шахів, коли гравці під час гри можуть користуватися комп'ютером і враховувати варіанти, що їх пропонують шахові програми. З цієї точки зору просунуті шахи — своєрідні симбіотичні шахи, що об'єднують людську креативність і стратегічне мислення з машинним перебором варіантів і глибиною розрахунку. Здебільшого, цю версію шахів використовують для показових виступів найсильніших шахістів світу (наприклад, показовий матч із двох партій між В. Анандом та В. Крамником в ГУМі (Москва, листопад 2007 року) — глядачі в результаті побачили дві невиразні нічиї[джерело?]). Цікаво виглядає демонстрація (на великому екрані) тих варіантів, які розглядають наразі гравці. Разом з тим просунуті шахи дозволяють досягнути значно більшої глибини гри, уникнути недоглядів тощо.

## Онлайн-турніри з просунутих шахів
В останні роки по всьому світі відбулось багато турнірів з просунутих шахів в режимі онлайн, які отримали назву "турніри з фрістайл шахів для кентаврів" (кентавр = людина + комп'ютер). Найголовнішим був PAL/CSS Freestyle Tournament, спонсором якої була компанія PAL Group (Абу-Дабі, ОАЕ), який мав дуже високий рівень гри. Переможці, в хронологічному порядку, були наступні: Zacks (Стівен Крамтон і Стівен Закері, США), Zorchamp (Hydra, ОАЕ), Rajlich (Васік Райліх, Угорщина), Xakru (Іржі Дуфек, Чехія), Flying Saucers (Даг Нільсен, Данія), Rajlich (Васік Райліх, Угорщина) Ibermax (Енсон Вільямс, Англія) і Ultima (Ерос Річчіо, Італія).
Сервер FICGS організував схожі турніри (FICGS Chess Freestyle Cup). Ерос Річчіо виграв перший і третій з цих турнірів, Девід Еванс - другий, Алвін Алкала - четвертий і п'ятий.  
Сервер Infinity Chess, оператором якого є CCGM Арно Нікель також організував фрістайл тури і турніри (Велкам фрістайл турнір, Різдвяний фрістайл турнір, IC фрістайл мастерз, Infinity Freestyle Tournament та Infinity Chess Freestyle Battle 2014). Ерос Річчіо, Девід Еванс і Team Intagrand виграли більшість з цих турів, що відбулись від 2012 до 2014 року.
На основі результатів, що були показані на турнірах із просунутих шахів, Infinity Chess розробила спеціальну класифікацію ЕЛО  для  кентаврів. У цій класифікації перше місце займає  Sephiroth (Ерос Річчіо) з 2755 пунктів ЕЛО, друге - Ultima (Ерос Річчіо, 2715), третє - Васік Райліх (2712).